# Pousos
Pousos é uma povoação do Município de Leiria que foi sede da extinta Freguesia de Pousos, freguesia que tinha 17,23 km² de área e 9 763 habitantes (censos 2011), e, por isso, uma densidade populacional de 566,6 hab/km².
A Freguesia de Pousos foi extinta em 2013, no âmbito de uma reforma administrativa nacional, para, em conjunto com as Freguesias de Leiria, Barreira e Cortes formar uma nova freguesia denominada União das Freguesias de Leiria, Pousos, Barreira e Cortes com a sede em Leiria.
Quanto às telecomunicações, possui uma central remota um pouco por trás da igreja (monumento marcante da povoação) e também possui 3 antenas das 3 redes móveis distintas.
Esta povoação está em constante evolução, pois possui um campo de futebol, conhecido como G.R.A.P (Grupo Recreativo Amigos da Paz). Também possui uma sociedade artística musical, com o nome de Sociedade Artística Musical dos Pousos (SAMP).
Existe também um cemitério, junto do campo de futebol.

## População
| População da freguesia de Pousos | População da freguesia de Pousos | População da freguesia de Pousos | População da freguesia de Pousos | População da freguesia de Pousos | População da freguesia de Pousos | População da freguesia de Pousos | População da freguesia de Pousos | População da freguesia de Pousos | População da freguesia de Pousos | População da freguesia de Pousos | População da freguesia de Pousos | População da freguesia de Pousos | População da freguesia de Pousos | População da freguesia de Pousos |
| -------------------------------- | -------------------------------- | -------------------------------- | -------------------------------- | -------------------------------- | -------------------------------- | -------------------------------- | -------------------------------- | -------------------------------- | -------------------------------- | -------------------------------- | -------------------------------- | -------------------------------- | -------------------------------- | -------------------------------- |
| 1864                             | 1878                             | 1890                             | 1900                             | 1911                             | 1920                             | 1930                             | 1940                             | 1950                             | 1960                             | 1970                             | 1981                             | 1991                             | 2001                             | 2011                             |
| 2 126                            | 2 521                            | 3 008                            | 3 350                            | 3 604                            | 3 784                            | 2 414                            | 2 777                            | 3 226                            | 3 738                            | 4 344                            | 5 008                            | 5 661                            | 7 326                            | 9 763                            |

Com lugares desta freguesia foram criadas pelo decreto nº 15.009, de 07/02/1928, as freguesias de Boa Vista e Santa Eufémia

## Enquadramento Geográfico
A localidade de Pousos ocupa uma área de cerca de 17 km2 no Município de Leiria confrontando a norte com Marrazes e Santa Eufémia, a leste com Caranguejeira, a sul com Arrabal e Cortes e a oeste com Leiria.

## Enquadramento Histórico
A antiga freguesia de Pousadoro, foi criada a partir da freguesia de São Pedro de Leiria, em 28 de Dezembro de 1713 por provisão do bispado D. Álvaro de Abranches. Tem como padroeira Nossa Senhora do Desterro.

## Evolução Populacional
Registos paroquiais indicam que antes das invasões francesas, em Outubro de 1810, a população desta freguesia era de  1.506,  sendo 941 depois da retirada das tropas francesas, em Junho de 1811. Em 1732 a freguesia de Pousos tinha 1.132 habitantes, sendo 5.008  em 1981 e em 2001 contaram-se 7.326 habitantes.

## Património
- Igreja Paroquial de Pousos;
- Capela de Santa Eufémia;
- Capela da Senhora das Dores.